# Трахенбергский план
Трахенбергский план — план ведения согласованных боевых действий против Наполеона, составленный союзниками в Трахенберге 12 июля 1813 года, во время войны 6-й коалиции за освобождение Европы. План явился итоговым документом совещания, проходившего в замке Трахенберг с 10 по 12 июля 1813 года. 

## Предыстория
Выиграв оба сражения при Лютцене и Бауцене, Наполеон не сумел разбить русско-прусскую объединённую армию. Исход боев «стал большим разочарованием». Понеся значительные потери, Наполеон всего лишь оттеснил союзную армию вдоль линии отступления. Одновременно Наполеон проигрывал Великобритании. В конце мая британский генерал Веллингтон начал успешное наступление в Испании. 26 мая французы эвакуировали Мадрид.  Учитывая обстановку, Наполеон пришел к выводу о необходимости заключить перемирие, с тем  чтобы восстановить кавалерию, привести в порядок измотанную в боях армию. Необходимо было не допустить присоединение Австрии к коалиции и возобновить переговоры с Александром I о мире. 25 мая Коленкур, выполняя приказ Наполеона, написал Нессельроде о согласии заключить перемирие.  Соглашение о перемирии было подписано 4 июня в Плейсвице.
Предполагалось, что перемирие будет действовать до 20 июля.  27 июня в Райхенбахе была подписана секретная конвенция между Австрией, Россией и Пруссией. Согласно конвенции, Австрия обязалась присоединиться к коалиции и объявить войну Наполеону, если до 20 июля 1813 года (дата прекращения перемирия) он не согласится на выдвинутые союзниками условия.
С целью выявить на какие уступки согласится Наполеон для прекращения войны, 28 июня Меттерних  прибыл в Дрезден. На аудиенции Меттерних изложил Наполеону условия союзников. 30 июня в Дрездене  была заключена конвенция, согласно которой Наполеон принял предложение Меттерниха продлить перемирие до 10 августа 1813 года и дал согласие на проведение мирных переговоров при посредничестве Австрии в Праге.  Союзные монархи дали понять Австрии, что готовы вступить в переговоры с Наполеоном только при условии включения в процессе переговоров дополнительных требований. Союзники были уверены, что Наполеон не согласится ни на какие существенные уступки, а его упрямство заставит колеблющуюся Австрию присоединиться к коалиции.

## Подготовка к совещанию в замке Трахенберг
9 июня 1813 года в Рейхенбахе  русский генерал Толь  представил Императору Александру I,  Прусскому Королю Фридриху Вильгельму III, генералу  Кнезебеку план ведения боевых действий союзных армий против Наполеона в осеннюю компанию 1813 года.  Исполняя приказ Императора, Толь ознакомил с планом князя Шварценберга и начальника штаба австрийской армии генерала Радецкого.  
Русско-прусско-австрийские стороны союзных сил предварительно одобрили основные положения плана.  

## Совещание
С целью дальнейшего согласования, 10 июля 1813 года в замок Трахенберг прибыли   Александр I, Прусский король Фридрих-Вильгельм III, наследный принц шведский Бернадот. В их свитах присутствовали: князь Волконский, Сухтелен, Поццо ди Борго, Толь, Кнезебек, шведские генералы Стедингк и Лёвенгельм.  
11 июля состоялась дискуссия относительно вариантов действий. Выступили Бернадот, Кнезебек и Толь. Монархи усмотрели резкое различие мнений. Для выработки консенсуса была образована группа в составе: Бернадота, Лёвенгельма, Толя и Кнезенбека.  Был заслушан проект плана Толя. «Вы меня убедили, генерал» резюмировал Бернадот и попросил Толя подготовить письменный вариант плана. 
12 июля план, написанный Толем, был ещё раз рассмотрен Бернадотом, который изменил несколько слов, не сделав никаких существенных дополнений». Протокол совещания с «Операционным  планом действий» был подписан всеми участниками совещания.

Провинции (земли) Прусского королевства

## План действий

### Основные положения[10]
Все войска направлять туда, где будут главные силы неприятеля: 
- корпусам действовать во фланг и тыл неприятеля, находить кратчайшие пути на его сообщения;
- главным силам расположиться в Богемии[11]  так, чтобы «удобно предупреждать» возможные действия Наполеона[10].

В соответствии с вышеприведенным, до конца перемирия «предложено исполнить»:
- союзным войскам ( 90-100 тыс.), которые находятся в Силезии, выступить в Богемию через Ландсгут и Глац на Юнгбунцлау к Будину на соединение с австрийской армией и образовать армию в (200 -220 тыс.) [11]   – Главную армию (Богемская армия);
- армии Бернадота (Северная армия), выделив 20 тыс. для наблюдения за Даву, сосредоточиться в числе 70 тыс. вблизи Тройенбрицена, с тем, чтобы перейти Эльбу между Торгау и Магдебургом и ускоренно двинуться к Лейпцигу;
- оставшимся в Силезии союзным войскам (80 тыс. человек) под командованием  Блюхера (Силезская армия) идти к Эльбе, «избегая генерального сражения», переправиться через Эльбу между Дрезденом и Торгау и соединиться с армией Бернадота. В случае необходимости, возможно выдвижение Силезской армии в Богемию для усиления Главной армии[12];
- Главной армии предпринять наступление либо на Эгер, либо на Хоф, или на Дунай;
- если Наполеон двинется в Богемию, то Северная армия ударит в тыл Наполеона;
- если Наполеон двинется на Бернадота, то Богемская армия ударит по сообщениям армии Наполеона;
- Польской армии Беннигсена (80 тыс.) выступить от Вислы к Одеру в направлении на  Глогау. Вести наступательные действия, если неприятель окажется в Силезии. В случае необходимости прикрыть Польшу;
- «блокада крепостей возлагается на русские и прусские войска»[12].

Согласно исследованиям историка Ливена, по настоянию австрийской стороны, дополнительно в план был внесен пункт: «любой союзной армии избегать столкновений с Наполеоном до тех пор, пока остальные армии не были бы в состоянии к ней присоединиться».
Согласно исследованиям историка Богдановича, союзные армии не могли ограничиться обороной, так как «приняли на себя роль освободителей Германии».  Положение Богемии «способствовало войскам союзников направляться в обход армии Наполеона, расположенной на Эльбе, не подвергая опасности собственные сообщения». Данные обстоятельства «заставляли Наполеона ограничиться обороной Эльбы, не отдаляясь от реки на значительное расстояние»: при «решительном» наступлении французов в сторону Одера союзники получили бы возможность отрезать Наполеона от сообщений с Францией.
В противоположность Союзникам, Наполеон утверждал: «Дрезден есть мой основной пункт для противодействия нападениям. Неприятель растянут от Берлина до Праги по дуге, центр которой занимают мои войска». Союзники не сохранят единства при большом разобщении. «Я должен воспользоваться их ошибками». Он планировал использовать центральное положение своих войск на Эльбе, направляя оттуда одни и те же силы для атак и уничтожения разобщенных союзных войск.

## Первые дни реализации плана
В ночь с 10 на 11 августа 1813 года Барклай де Толли разослал на «неприятельские аванпосты уведомления о прекращении перемирия».
Русско-прусские войска под командованием Барклай де Толли выступили из Силезии в Богемию двумя эшелонами: 11 августа корпуса  Витгенштейна  (32 тыс. человек и 92 ор.) и Клейста   (42 тыс. человек и 112 ор.) и 13 августа резервы под командованием великого князя Константина Павловича (50 тыс. человек и 198 ор). 22 августа русско-прусские силы прибыли к Будину (р. Эгер) и соединились с австрийской армией. Согласно ранее одобренному плану, была образована Главная армия (Богемская армия) под командованием австрийского фельдмаршала Шварценберга.
Оставшиеся в Силезии русские войска Ланжерона, усиленные 8-м корпусом Сен-При, 1 и 8 драгунскими дивизиями генералов Бороздина и Эммануэля, тремя украинскими полками (всего 43 тыс. человек и 176 ор.); русские войска Остен-Сакена, усиленные тремя казачьими полками (всего 18 тыс. человек и 60 ор.), а также прусские -  корпус Йорка ( 38 тыс. человек и 104 ор.) вошли в Силезскую армию под командованием прусского генерала Блюхера.
Северная армия под командованием Бернадота ( 162 тыс. человек и 387 ор.) была расположена на нижней Эльбе.  В состав армии входили: шведские войска графа Стедингка (24 тыс. человек); русские войска барона Винцингероде (29 тыс. человек);  русские и др. отряды графа Вальмодена (28 тыс.  человек); прусские войска Бюлова и графа Тауэнцина (80 тыс. человек).
В итоге, силы Союзников (520 тыс. человек, 1400 орудий) были разделены на три армии. Богемская и Северная армии предназначались для решительных действий, Силезская  – для второстепенных: отвлекающих и прикрывающих.

## Иные версии плана
Основная идея плана состояла в том, чтобы избегать прямых столкновений с войсками под непосредственным командованием Наполеона и атаковать отдельные армии, корпуса и части под командованием его маршалов. Этот план был сформулирован как требование командованию союзников «избегать генерального сражения, кроме тех случаев, когда все выгоды будут на нашей стороне». Сражаясь с наполеоновскими маршалами и генералами по отдельности, союзники планировали постепенно ослабить главные силы Наполеона и добиться в решающем сражении с французской армией многократного превосходства. Это являлось как результатом боязни ореола непобедимости Наполеона, так и признанием его тактического превосходства. Решение было принято после поражений под Лютценом и Бауценом. Такой план также учитывал необходимость координации действий нескольких союзных армий, действующих изолированно в разных частях Европы.

…по совету Бернадотта, бывшего наполеоновского маршала, а теперь, в 1813 г., в качестве шведского наследного принца — врага Наполеона, Александр I и союзные монархи упросили явиться к ним на помощь генерала Моро, талантливого полководца, которого в 1804 г. привлекли и обвинили по делу о заговоре против Наполеона и которого Наполеон выслал тогда из Франции. … «Не нападайте на те части армии, где сам Наполеон, нападайте только на маршалов», — таков был первый совет, данный генералом Моро Александру и его союзникам.— Тарле Е. В. Наполеон. — М.: Госиздат, 1941. — С. 339.
Окончательно план сработал в Битве народов под Лейпцигом, где союзники достигли решающего численного превосходства, и Наполеон потерпел оглушительное поражение и был изгнан из Германии. Считается, что план был предложен бывшим маршалом Наполеона Бернадотом.